# 中国铁路TZ客车
TZ客车是中国铁路的一种特种军用铁路客车。TZ为特种客车的代码，此型号客车型号除甲种运送隔离车大部分已经改为TK*，而早期中国铁路的发电车也编为TZ系列，用于25型双层客车的发电车最初型号亦是TZ型，后来空调发电车的代码统一为KD。此外，用於无火回送的專用守車（回送車），亦被列作TZ系列車輛；該等守車除可接載相關人員以持續監察鐵路車輛无火回送外，亦設有臨時發電機及制動風機，為需要甲種運送的車輛提供制動。

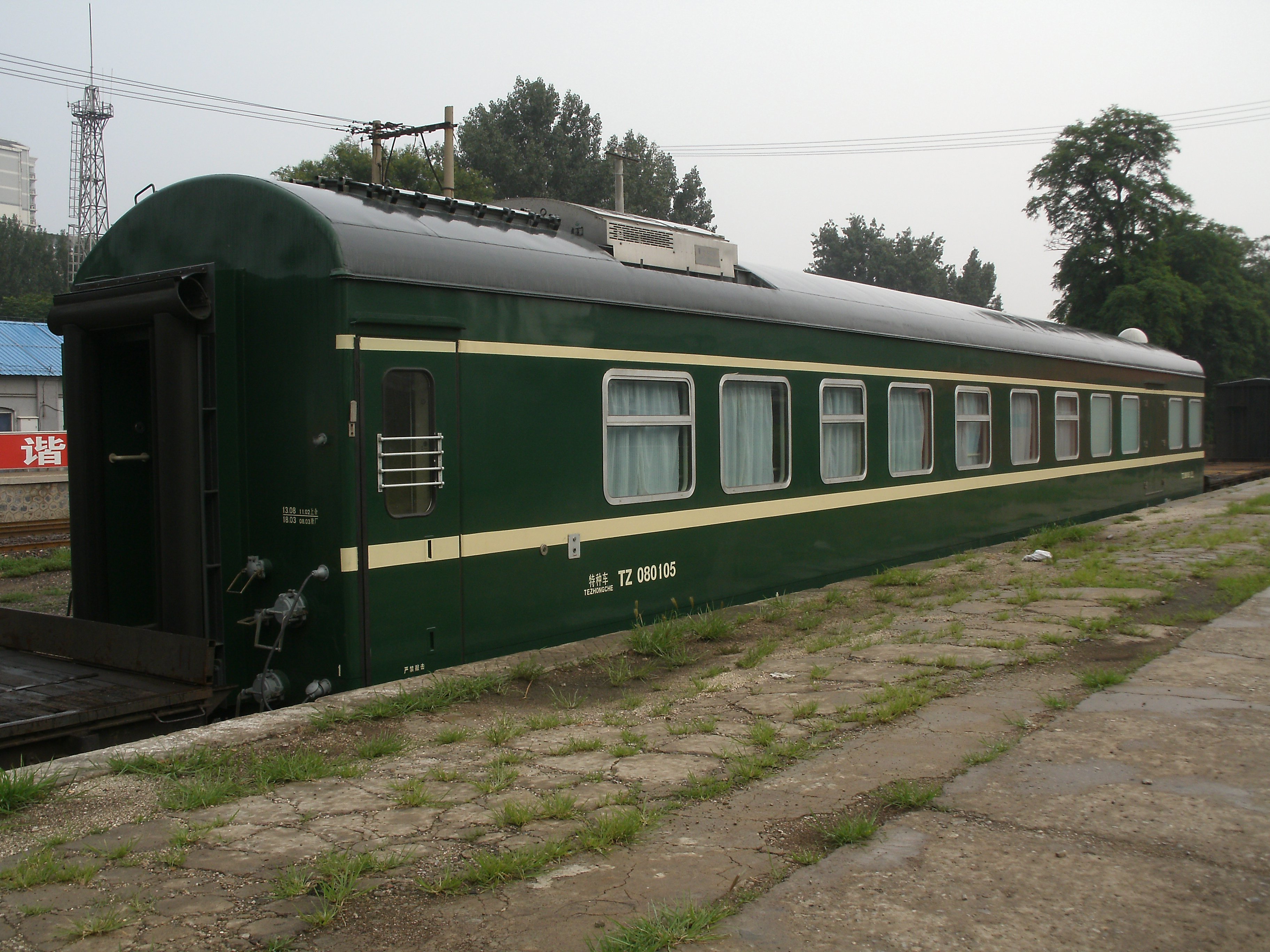
停放于清河站的TZ客车

## 技术数据
- 定员：4人
- 自重：64.5吨
- 载重：20.5吨
- 车长：26.6米
- 换长：2.4 [2][來源可靠？]